# Utnoor
Utnoor, hay Utnur, là một census town thuộc huyện Adilabad, bang Telangana, Ấn Độ.